# 1685 год в науке
В 1685 году произошли различные научные и технологические события, некоторые из которых представлены ниже.

## События
- Начались занятия в созданном братьями Иоанникием и Софронием Лихудами первом высшем учебном заведении в Русском царстве — Славяно-греко-латинской Академии в Москве. Базой нового учебного заведения послужили Типографская и Богоявленская школы, занятия сначала шли  в Богоявленском монастыре, а в 1687 году вступило в строй специально построенное трёхэтажное здание[1].

## Публикации
- Голландский военный инженер Менно ван Кугорн издал трактат «Новый способ укреплений» (Nieuwe Vestingsbouw), который получил широкое распространение и был переведён на французский и немецкий языки.

## Родились
См. также: Категория:Родившиеся в 1685 году
- 18 августа — Брук Тейлор (умер в 1731 году), английский математик, в честь которого назван ряд Тейлора.

## Скончались
См. также: Категория:Умершие в 1685 году
- 6 января — Эдмунд Кастелл (род. в 1606 году), английский востоковед и лингвист, который в 1669 году издал Библию на девяти языках (см. Лондонская Полиглотта) с научно-аналитическим приложением «Lexicon Heptaglotton Hebraicum, Chaldaicum, Syriacum, Samaritanum, Aethiopicum, Arabicum». Издание оказалось незаменимым инструментом для библеистов-текстологов[2].
- 19 марта — Рене де Слюз (род. в 1622 году), фламандский математик, именем которого названа конхоида Слюза.
- 12 декабря — Джон Пелл (род. в 1610 году), английский математик.